# Keystone (нафтогін)

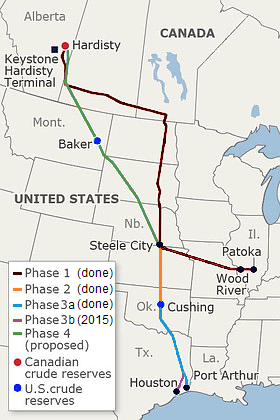
Схема мережі нафтогонів Keystone

Keystone Pipeline — мережа нафтогонів в Канаді та Сполучених Штатах. 

## Опис
Нафтогін Keystone подає нафту з нафтоносних пісків Атабаски, Альберта, Канада, на нафтопереробні заводи в США в Стил Сіті (Небраска), Вуд Рівер і Патока (Іллінойс), та з узбережжя Мексиканської затоки до Техасу. Окрім синтетичної нафти (Syncrude) і розплавленого бітуму (ділбіт) з нафтоносних пісків Канади, також транспортують світлу сиру нафту з Віллістонського басейну (Баккен) до Монтани і Північної Дакоти
Три етапи проекту знаходяться в експлуатації — четвертий етап чекає на схвалення уряду США. По завершенню будівництва мережа матиме 3462 км завдовжки. Ділянка (етап) І, поставляє нафту з Хардисті (Альберта) до Стил-Сіті, Вуд-Рівер і Патока, була завершена влітку 2010 року. Ділянка (етап) ІІ, відгалуження Кейстоун-Кушинга, була завершена в лютому 2011 року з трубопроводу від Стил Сіті до сховищ і об'єктів розподілу у Кушинг (Оклахома). Ці два етапи мають потенціал для реалізації до 590 000 барелів/ день (94000 м³/добу) нафти до НПЗ Середнього Заходу. Третій етап, відгалуження з узбережжя Мексиканської затоки, відкрито в січні 2014 року, має потужність до 700000 барелів/день (110000 м³/добу). Пропонований четвертий етап, Keystone XL, має починатися в Хардісті, Альберта, і прямувати до Стіл Сіті
Пропозиція з будівництва Keystone XL зіткнулася з критикою від екологів і деяких членів Конгресу Сполучених Штатів. У січні 2012 року президент Барак Обама відхилив заявку на тлі протестів про вплив цього нафтогону на екологічно чутливі піщані пагорби Небраски. TransCanada Corporation змінила первісно пропонований маршрут Keystone XL, щоб мінімізувати «порушення земель, водних ресурсів та спеціальних зон» і новий маршрут був затверджений губернатором Небраски Дейв Гейнеманом в січні 2013 року. Проте, станом на січень 2014 року, дозвіл на будівництво не видано.
У 2015 році президент США Барак Обама відхилив ідею будівництва нафтопроводу Keystone XL з Канади. «Нафтопровід не зробить значимого довготривалого внеску в нашу економіку», — заявив Обама
Таким чином, трубопровід став широко відомий, коли пропоноване розширення KXL викликало опозицію з боку екологів, які стурбовані зміною клімату та викопним паливом. У 2015 році KXL був тимчасово відкладений президентом Бараком Обамою.
Дональд Трамп, обраний у 2016 р. новим президентом США висловив свою підтримку проекту Keystone XL, сказавши, що без таких проектів «не обійтися» 24 січня 2017 р. Дональд Трамп підписав укази про дозвіл будівництва скандальних нафтопроводів через Америку — Keystone XL і Dakota Access pipeline, яким протистояла адміністрація Обами з метою збереження клімату
З січня 2018 року по 31 грудня 2019 року витрати на розробку Keystone XL склали 1,5 мільярда доларів США.
Однак 24 березня 2017 року його наступник Дональд Трамп видав TransCanada дозвіл на будівництво. Незважаючи на юридичні перешкоди, його будівництво починається в 2020 році в американському штаті Монтана і в канадській провінції Альберта; однак це було швидко приборкано рішеннями американського суду.
20 січня 2021 року новий президент Джо Байден підписує указ про заборону будівництва трубопроводу. 9 червня того ж року TC Énergie оголосила про остаточну відмову від Keystone XL.